# Bučávka

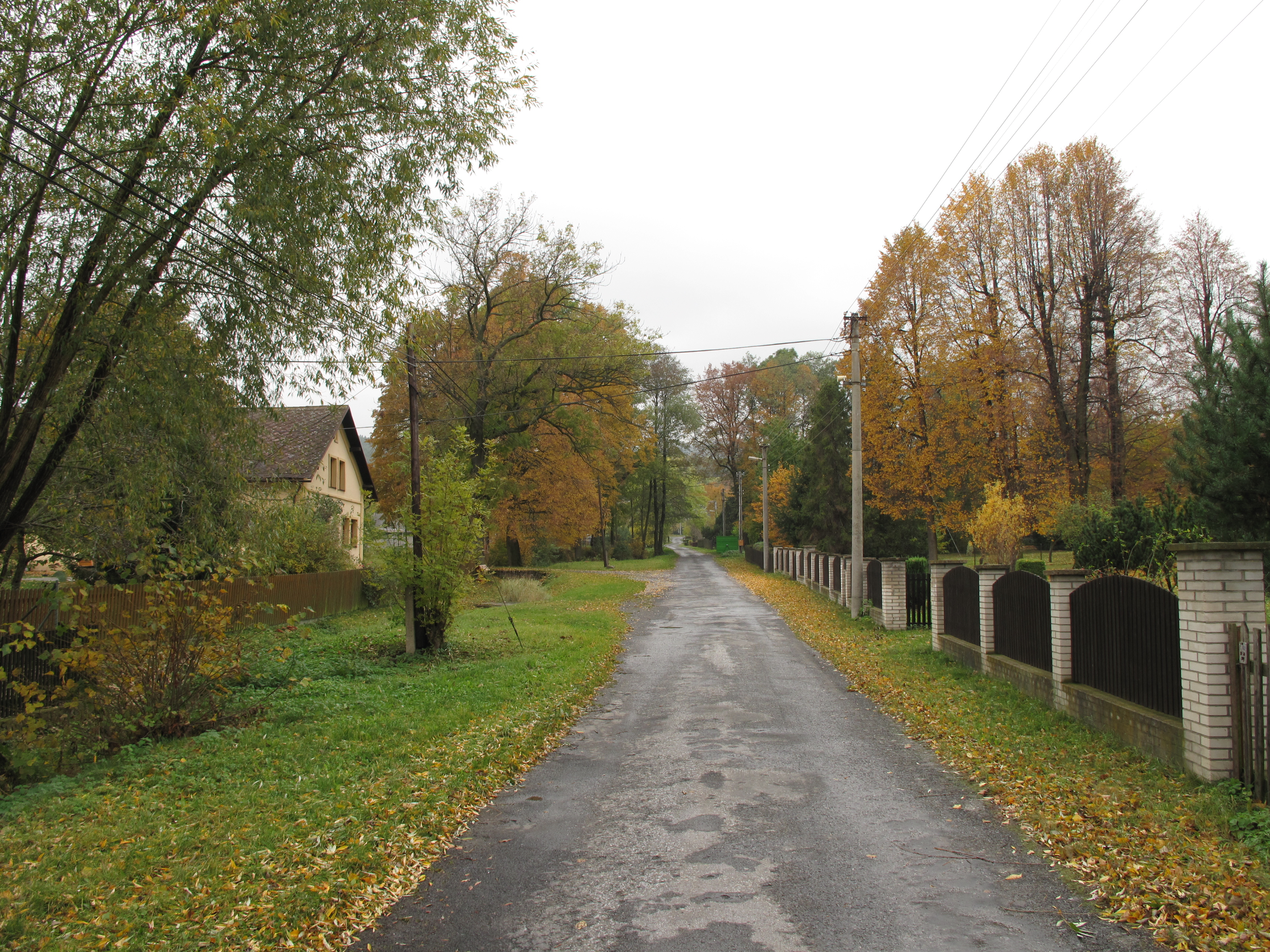
Dorfstraße

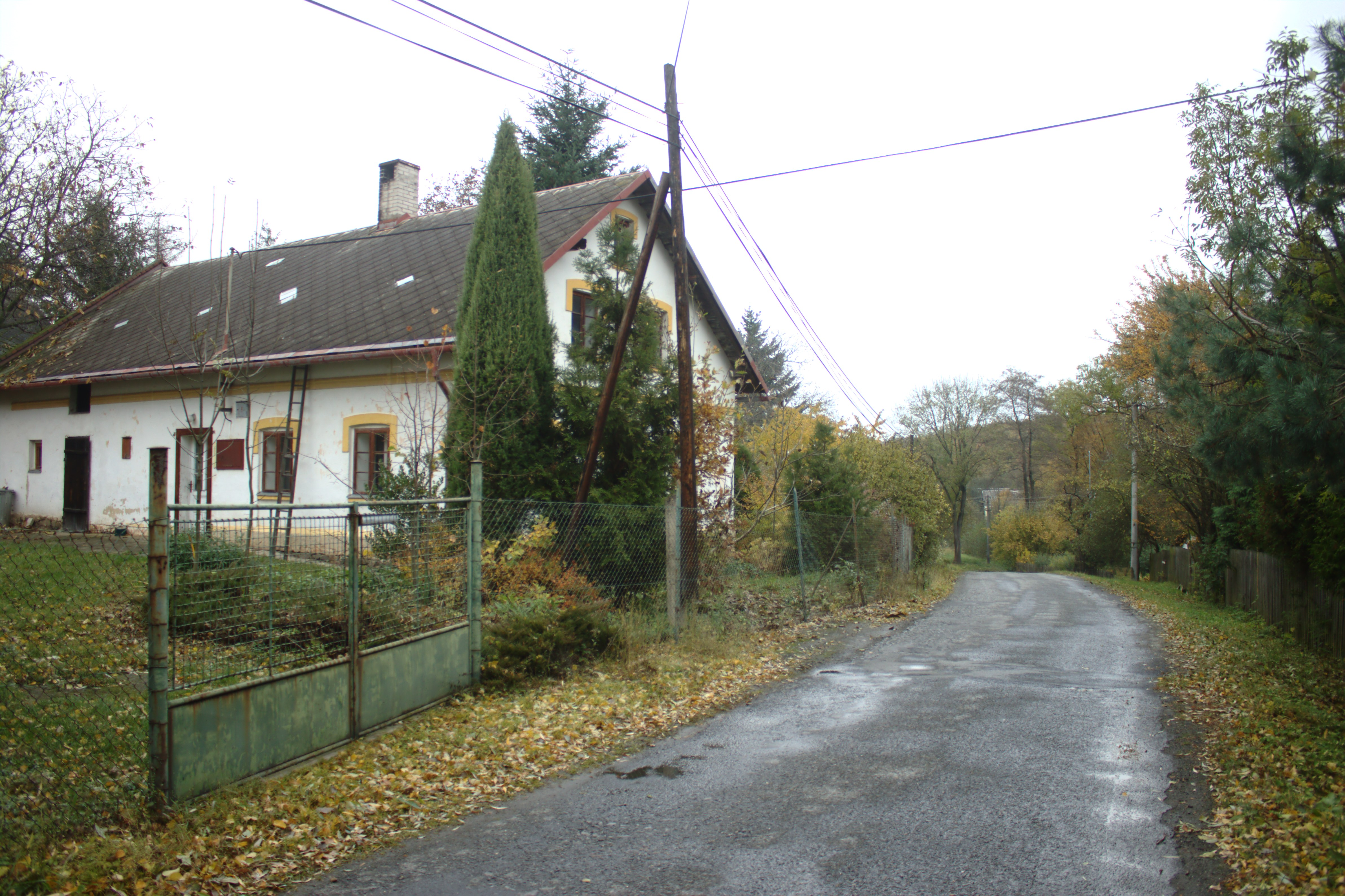
Haus Nr. 35

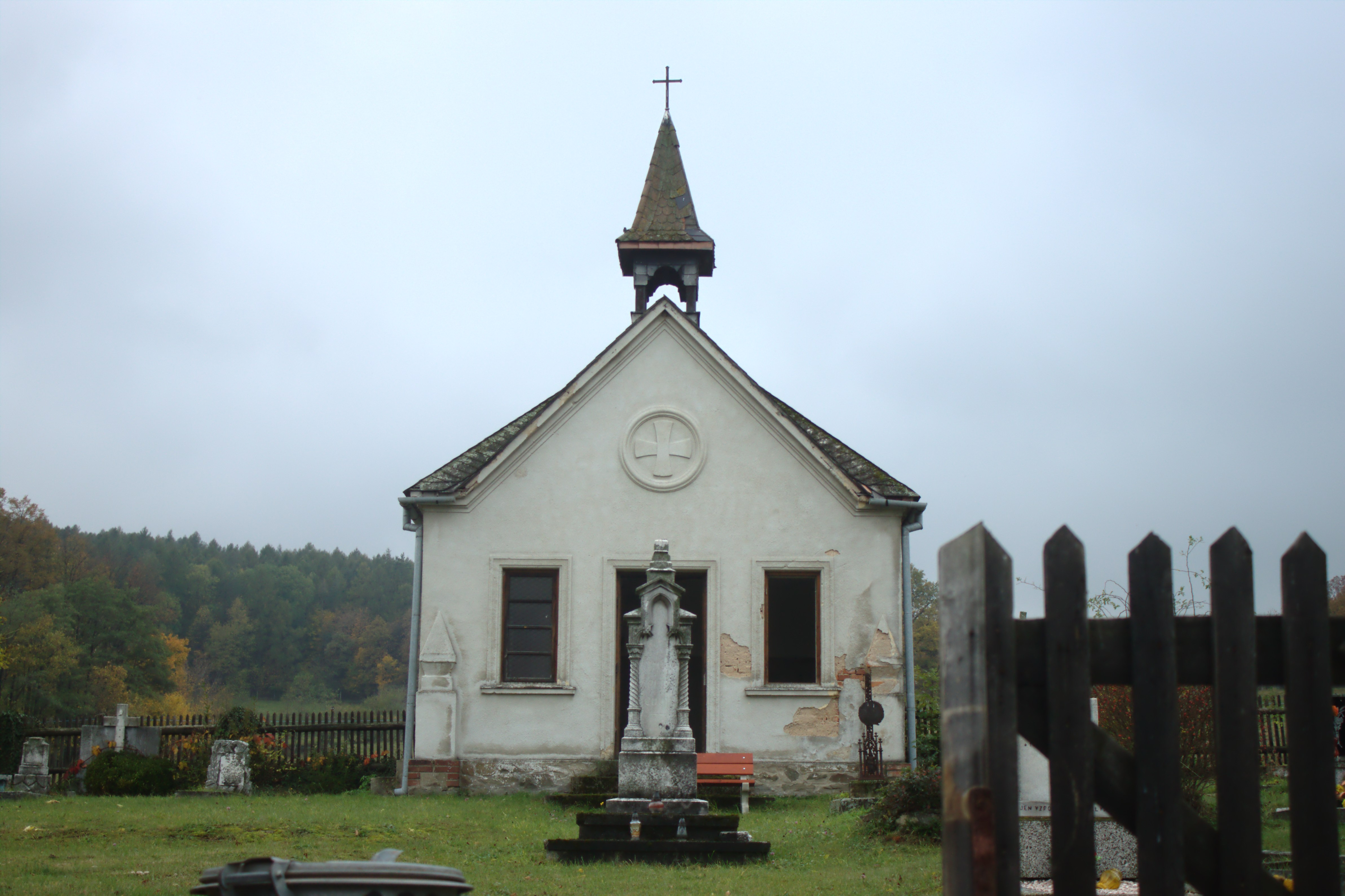
Friedhof mit Kapelle

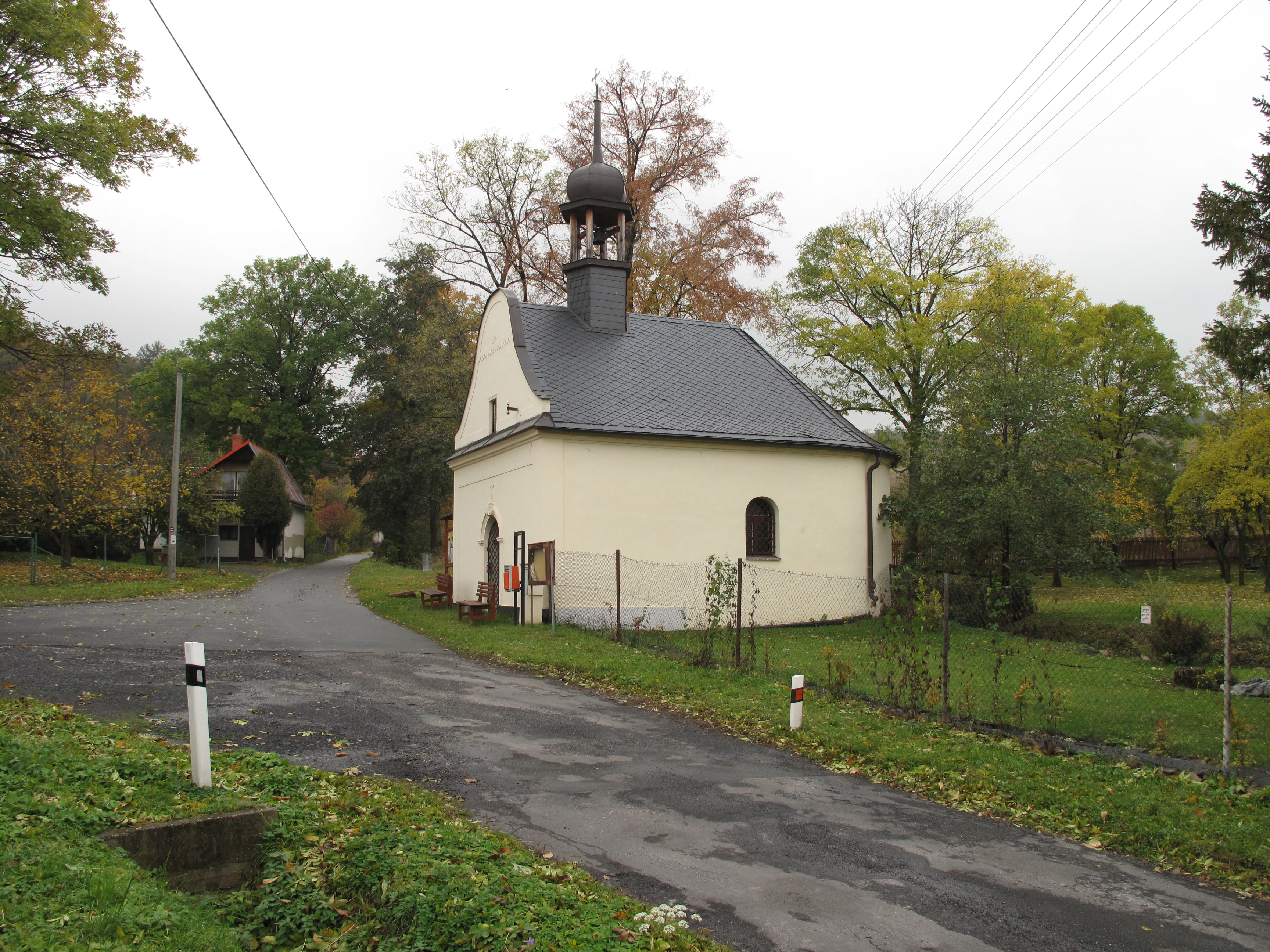
Kapelle des hl. Florian

Bučávka (deutsch Butschafka) ist ein Ortsteil der Gemeinde Liptaň (Liebenthal) in Tschechien. Er liegt sechs Kilometer nordöstlich von Město Albrechtice (Olbersdorf) und gehört zum Okres Bruntál.

## Geographie
Der als Reihendorf mit Hufenflur angelegte Ort erstreckt sich am Rande der Zlatohorská vrchovina (Zuckmanteler Bergland) in der Jindřichovská pahorkatina (Hennersdorfer Hügelland) am Oberlauf des Baches Povelický potok. Östlich erhebt sich der Helenin výhled (394 m. n.m.), im Südosten der Vínský kopec (429 m. n.m.), südlich die Hradiště (Schlossberg, 474 m. n.m.), die Květnice (Felchenberg, 520 m. n.m.) und der Obecní vrch (Gemeindeberg, 568 m. n.m.) sowie im Südwesten die Kobyla (574 m. n.m.). Gegen Süden erstreckt sich der Wildpark Víno.
Nachbarorte sind Horní Povelice (Ober Paulowitz), Grundek (Grundeck) und Amalín (Amalienfeld) im Nordosten, Ves Rudoltice (Dorf Roßwald) und Nový Les (Neuwald) im Osten, Pelhřimovy (Mährisch Pilgersdorf) im Südosten, Piskořov (Peischdorf) und Biskupice (Bischofwalde) im Süden, Rudíkovy (Reigelsdorf) im Südwesten, Třemešná (Röwersdorf) im Westen sowie Damašek (Damasko) und Liptaň im Nordwesten. 

## Geschichte
Wann das Dorf Bušovec angelegt wurde, ist nicht überliefert. Ebenso ist nichts über seinen Untergang bekannt. In den ältesten schriftlichen Erwähnungen aus der Zeit zwischen 1542 und 1561 wird Bušovec ein wüstes Dorf genannt. 1566 erhielt Jiřík Sup von Füllstein die Wüstung als besonderes Lehen und ließ das Dorf wiederbesiedeln. Wenig später war dieses Lehen mit dem  bischöflichen Lehngut Paulowitz verschmolzen. Im Zuge des Erwerbs des Gutes Paulowitz durch die Herren Sedlnitzky von Choltitz im Jahre 1570 wurde das Dorf unter dem Namen Bischofka aufgeführt. Zwei Jahre später findet sich erstmals der heutige Name Bučávka. Nach der Schlacht am Weißen Berg verlor die Familie Sedlnitzky von Choltitz 1623 den Besitz. Neuer Besitzer des konfiszierten Gutes Paulowitz wurde Heinrich Schwab von Salberg; er veräußerte es 1627 an Gotthard Sitsch, der es 1636 an Ludwig von Tharoulle verkaufte. Kirchlich gehörte das Dorf zunächst zur Pfarrei Füllstein, dort wurden 1689 die ersten Kirchbücher geführt. 1695 wurde das Dorf nach Roßwald umgepfarrt.
Bei der Teilung des Gutes Paulowitz zwischen Ludwig von Tharoulles Enkeln und Leopold Julius im Jahre 1704 wurde Bučávka Teil des Gutes Ober Paulowitz. Der Gutsbesitzer Leopold Julius von Tharoulle verschuldete sich stark; ebenso sein Bruder Johann Karl, dem das Gut Nieder Paulowitz gehörte. 1718 mussten beide ihre Güter verkaufen. Neuer Besitzer des aus den Dörfern Ober Paulowitz und Butschafka bestehenden Gutes Ober Paulowitz wurde Franz Ludwig Hantke von Lilienfeld, der es 1730 an Johann Valentin von Jokay veräußerte. Bis 1783 gehörte Butschafka – wie die anderen mährischen Enklaven – zum Prerauer Kreis, danach zum Troppauer Kreis. Im Jahre 1808 verkaufte Emanuel von Jokay das Gut Ober Paulowitz an den Besitzer der Herrschaft Roßwald, Carl Czeike von Badenfeld.
Im Laufe des 18. Jahrhunderts waren verschiedene Varianten des Ortsnamens in Gebrauch: Buschawecz (1720), Butschafka (ab 1771), Putschafka und Puschatka (ab 1772) sowie Buschafka (1798).
Im Jahre 1835 bestand Butschafka bzw. Buschowtze aus 82 Häusern mit 613 deutschsprachigen und katholischen Einwohnern, die vom Ackerbau und geringem Garnhandel lebten. Im Ort gab es eine Schule, einen Erbrichter, 54 Gärtner und 22 Häusler. Die Nutzfläche umfasste 300 Joch fruchtbares Ackerland. Pfarrort war  Roßwald. 1839 wurde Butschafka der Pfarrei Liebenthal zugeordnet. Das Dorf war Teil der großen mährischen Enklave Hotzenplotz. Bis zur Mitte des 19. Jahrhunderts gehörte Butschafka zur Lehnsherrschaft Roßwald.
Nach der Aufhebung der Patrimonialherrschaften bildete Butschafka / Bušovice ab 1849 einen Ortsteil der Gemeinde Ober Paulowitz im Gerichtsbezirk Hotzenplotz. 1869 löste sich Butschafka von Ober Paulowitz los und bildete eine eigene Gemeinde. Im gleichen Jahr wurde diese dem neuen Bezirk Jägerndorf zugeordnet. Zu dieser Zeit hatte das Dorf 500 Einwohner und bestand aus 86 Häusern. Als tschechischer Ortsname wurde im letzten Viertel des 19. Jahrhunderts alternativ auch Bušovec verwendet. Im Jahre 1900 lebten in Butschafka 403 Personen, 1910 waren es 356. Nach dem Ende des Ersten Weltkrieges 1918 wurde Butschafka Teil der neugegründeten Tschechoslowakei. Der tschechische Ortsname wurde 1921 in Bučávka geändert. Beim Zensus von 1921 lebten in den 89 Häusern der Gemeinde 341 Deutsche. Im Jahre 1930 bestand Butschafka aus 85 Häusern und hatte 305 Einwohner. Nach dem Münchner Abkommen wurde die Gemeinde im Herbst 1938 dem Deutschen Reich zugesprochen und gehörte bis 1945 zum Landkreis Jägerndorf. 1939 lebten in Butschafka 276 Personen. Nach dem Ende des Zweiten Weltkrieges wurde Bučávka 1945 wieder Teil der Tschechoslowakei. Die deutschsprachige Bevölkerung wurde 1946 fast vollständig vertrieben. Im Jahre 1950 lebten in den 62 Häusern von Bučávka 176 Personen. 1960 erfolgte die Eingemeindung nach Liptaň. Im Jahre 1961 wurde Bučávka in den Okres Bruntál umgegliedert. Im Jahre 1970 hatte Bučávka 77 Einwohner. Im Jahre 1991 hatte das Dorf 44 Einwohner und bestand aus 13 Wohnhäusern. Beim Zensus von 2011 lebten in den 48 Häusern von Bučávka 45 Personen.

## Ortsgliederung
Der Ortsteil Bučávka bildet einen Katastralbezirk. 

## Sehenswürdigkeiten
- Kapelle des hl. Florian, erbaut 1844, Kulturdenkmal[5]
- Friedhofskapelle, südlich des Dorfes am Weg nach Nový Les
- Holzkreuz mit Corpus Christi
- Haus Nr. 82 (ehemalige Schule), errichtet im 18. Jahrhundert und im 19. Jahrhundert umgebaut
- Haus Nr. 24, aus dem 18. Jahrhundert
- Haus Nr. 35, errichtet 1926, Kulturdenkmal
- Scheune am Haus Nr. 53
- Ehemaliger Gedenkstein für die Gefallenen des Ersten Weltkrieges, er wurde 1946 zum Gedenken der Opfer beider Weltkriege dem Befreier Tomáš Garrigue Masaryk umgewidmet und mit einem Sowjetstern mit Hammer und Sichel dekoriert.